# Руководящий совет Международного общества сознания Кришны
Руководя́щий сове́т Междунаро́дного о́бщества созна́ния Кри́шны, сокращённо Джи-би-си (англ. Governing Body Commission — GBC) — название руководящего органа Международного общества сознания Кришны (ИСККОН).
Когда основателю ИСККОН Прабхупаде стало не под силу лично руководить быстро растущим движением, он осознал, что ИСККОН необходима формальная управленческая структура. В июле 1970 года он создал коллегиальный управляющий орган — Руководящий совет ИСККОН — и передал управленческие функции его членам, которые начали курировать деятельность ИСККОН по всему миру. На момент создания, Совет состоял из 12 членов которые принимали решения о том, куда потратить деньги, какую собственность приобрести, как организовать программы поклонения в храмах, проповедование, распространение литературы и т. п.
При создании Совета его миссия была определена как «действовать как инструмент исполнения воли» Прабхупады. Несмотря на создание Руководящего совета, Прабхупада продолжил активно участвовать в управлении своим движением вплоть до своей смерти в 1977 году. Джи-би-си продолжил управлять ИСККОН после смерти Прабхупады.
По данным на 2006 год, совет состоял из 48 старших последователей ИСККОН, которые принимают решения, основываясь на согласии большинства. Каждый член совета отвечает за определённый географический регион или определённую функцию, например, такую как образование или связи с общественностью. Важные вопросы общего значения обсуждаются, и решения по ним принимаются на всемирных съездах Джи-би-си, которые проводятся один раз в год (весной, незадолго до праздника Гаура-пурнима, дня «явления» Чайтаньи) в штаб-квартире ИСККОН в Маяпуре, Индия. Каждый регион мира, как правило, находится под юрисдикцией одного из так называемых «региональных секретарей». В 2000-е годы в поддержку основному составу руководящего совета был создан вспомогательный орган, в который вошли руководители местных организаций ИСККОН.